# Zwiastowanie (obraz Andrei del Sarto)
Zwiastowanie – obraz włoskiego malarza renesansowego Andrei del Sarto.

## Historia obrazu
Obraz został namalowany dla kościoła augustianów San Gallo we Florencji. Był jednym z dwóch obok Noli me tangere dzieł wykonanych dla tej świątyni. W 1531 roku obraz trafił do kościoła San Jacopo fra Fossi. W 1627 roku żona Cosimo II, Maria Magdalena Austriacka umieściła dzieło w swojej sypialni w Palazzo Pitti.

## Tematyka obrazu
W obrazie widoczna jest fascynacja artysty twórczością Michała Anioła i Rafaela oraz techniki Leonarda da Vinci zwanej sfumato. Po lewej stronie stoi Maria, a po prawej aniołowie z archaniołem Gabrielem na czele. Posłańcy stąpają na chmurze, a ich twarze przepełnione są emocjami. Przedstawienie dwóch aniołów za Gabrielem jest unikatowym motywem w scenie Zwiastowania. W ikonografii mają znaczenie ochronne dla archanioła, pełniąc jednocześnie funkcję jego towarzyszy.
Tłem dla sceny są ruiny starożytnej budowli i klasycznej architektury. W oddali widać również widzów stojących na trasie i postać siedzącą na schodach. Osoby te są najbardziej tajemnicze i ich znaczenie było w różny sposób interpretowane. Identyfikowano je z postaciami biblijnymi z opowieści o Zuzannie i starcach lub ze sceny z Batszebą w kąpieli. Ich odmienność stylistyczna nasuwa podejrzenia iż namalowane zostały przez innego malarza współpracującego z Andreą del Sarto – Rossa Fiorentina lub Pantorma. Postać półnagiego mężczyzny jest identyfikowana z biblijnym Adamem, który miał symbolizować przyszłe narodziny Chrystusa.
W Galerii Uffizi znajduje się rysunek przygotowawczy do Zwiastowania – Studium archanioła Gabriela. Rysunek został namalowany sangwiną, metodą również stosowaną przez Leonarda.